# Неправильні копи
Неправильні копи (англ. Wrong Cops) — французько-американська комедія 2013 року.

## Сюжет
Лос-Анжелес — злочинність викоренена, всі ведуть цілком добропорядний спосіб життя. Але поліцейські залишилися і робити їм абсолютно нічого. Від нудьги вони самі потихеньку порушують закон — хтось приторговує наркотиками, хтось знімається для гей-журналів, хтось пристає до добропорядних громадян. Такі розваги не могли не привести в один жахливий день до справжнього злочину — один з героїв вбиває людину. А інші, замість того, щоб арештувати, тепер вже справжнього злочинця, допомагають йому сховати сліди злочину.

## У ролях
| Актор              | Роль                    |
| ------------------ | ----------------------- |
| Марк Бернем        | офіцер Дюк              |
| Ерік Жюдор         | офіцер Роуг             |
| Стів Літтл         | офіцер Саншайн          |
| Мерілін Менсон     | Девід Долорес Френк     |
| Грейс Забрискі     | Донна (мати Дюка)       |
| Арден Майрін       | офіцер Холмс            |
| Ерік Вергейм       | офіцер де Лука          |
| Ерік Робертс       | Боб                     |
| Ізабелла Пальміері | Роуз                    |
| Деніел Квінн       | сусід                   |
| Гілларі Так        | Кайлі (дружина Саншайн) |
| Дженніфер Бланк    | Рут (сусідка Роуг)      |
| Тім Тробек         | Андре (чоловік Рут)     |
| Рей Вайз           | капітан Енді            |
| Джоел Брайант      | Білл (чоловік Холмс)    |
| Роксана Мескида    |                         |
| Дон Старк          | Гері                    |
| Агнес Брюкнер      | Джулія                  |
| Боб МакКрекен      | Віллі                   |
| Брендон Бімер      | офіцер Браун            |